# Тайлан Булут
Тайлан Булут (нім. Taylan Bulut, нар. 19 січня 2006, Ешвайлер, Німеччина) — німецький футболіст турецького походження, фланговий захисник клубу «Шальке 04».

## Ігрова кар'єра

### Клубна
Тайлан Булут є вихованцем клубної академії леверкузенського «Баєр 04». У 2020 році футболіст приєднався до молодіжної команди «Шальке 04». Пізніше він у другій команді «Шальке» грав у Регіональній лізі.
Дебют на професійному рівні футболіста відбувся в останньому турі сезону 2023/24 Другої німецької Бундесліги у матчі проти «Гройтер Фюрт». З наступного сезону Булут був внесений в заявку першої команди на участь у турнірі Другої Бундесліги. Контракт гравця з клубом було продовжено до літа 2026 року.

## Збірна
Тайдан Булут має можлмвість грати за збірні Туреччини та Чорногорії. Народився він у Німеччині і з 2021 року виступає за юнацькі збірні Німеччини.
У 2023 році в складі збірної Німеччини (U-17) Булут став переможцем юнацького чемпіонату Європи, що проходив в Угорщині. У фінальній грі проти команди Франції Булут забив один з переможних пенальті в післяматчевій серії.

## Титули
Німеччина (U-17)
 Чемпіон Європи: 2023